# Kantunil
Kantunil é um município do estado do Iucatã, no México. A população do município calculada no censo 2005 era de 5.362 habitantes.